# Julodíneos
Julodíneos (Julodinae) é uma subfamília de besouros da família Buprestidae, que contém os seguintes gêneros:
- Aaata (Semenov-Tian-Shanskij, 1906)
- Amblysterna (Saunders, 1871)
- Julodella (Semenov-Tian-Shanskij, 1871)
- Julodis (Eschscholtz, 1829)
- †Microjulodis (Haupt, 1950)
- Neojulodis (Kerremans, 1902)
- Sternocera (Eschscholtz, 1829)